# SG Flensburg-Handewitt
Maillots
Actualités
Dernière mise à jour : 24 avril 2025.
Le SG Flensburg-Handewitt  est un club allemand de handball situé à Flensbourg et Handewitt, dans le Schleswig-Holstein.
Le club évolue en Bundesliga depuis 1992 et est une place forte du handball allemand et européen, remportant au moins une fois toutes les compétitions auxquelles il a participé : il est le seul club à avoir remporté les quatre coupes d'Europe (une C1, deux C2, une C3 et une C4, auxquelles on peut ajouter plusieurs finales) et il s'est également imposé dans les trois compétitions nationales allemandes (trois Championnats d'Allemagne, quatre Coupes d'Allemagne et trois Supercoupes d'Allemagne). Néanmoins, le club accumule beaucoup plus de deuxièmes places que de victoires, étant en 2021 vice-champion pour la quatorzième fois contre trois titres de champion d'Allemagne seulement.
Situé dans le Schleswig-Holstein, directement à la frontière avec le Danemark (Flensbourg est la 2e ville la plus septentrionale d'Allemagne), le club possède une tradition bien établie de scandinaves aussi bien au niveau des joueurs (danois comme Michael V. Knudsen, Lars Christiansen, Anders Eggert ou Lasse Svan Hansen, suédois comme Mattias Andersson, Ljubomir Vranjes ou Jim Gottfridsson ou norvégiens comme Magnus Rød ou Magnus Jøndal) que des entraîneurs (deux Danois et trois Suédois sur les sept entraîneurs qu'a connu le club). Ceux-ci ont par exemple représenté 13 des 18 joueurs de l'effectif lors de la saison 2008-09. Par ailleurs, il faut attendre 2017 pour voir un entraîneur allemand (Maik Machulla) à la tête du club.

## Histoire

### 1990-1992: les débuts
Le 13 mars 1990, les sections handball des clubs du TSB Flensburg (fondé en 1973) et du Handewitter SV (lui-même déjà associé avec le ETSV Weiche depuis 1974 pour former le SG Weiche-Handewitt) s'accordent pour fusionner au 1er juillet 1990 sous le nom du SG Flensburg-Handewitt.
Pour sa première saison en 1990/1991, le SG Flensburg-Handewitt succède au SG Weiche-Handewitt (de) qui vient d'être relégué en 2.Bundesliga (division 2). C'est le Yougoslave Zvonimir Serdarušić qui est nommé entraîneur du club. Si Flensbourg termine sa toute première saison à une quatrième place, la saison suivante est nettement plus satisfaisante puisque le club devient champion en remportant tous ses matchs et accède ainsi à l'élite de la plus belle des manières.
De plus, cette même saison, le club atteint la finale de la Coupe d'Allemagne, finale que le SG Flensburg-Handewitt perd face à la redoutable formation du TUSEM Essen, même si ce dernier aura pourtant dû passer par les prolongations pour finalement s'imposer.

### 1992-1996: montée en puissance et expérience européenne

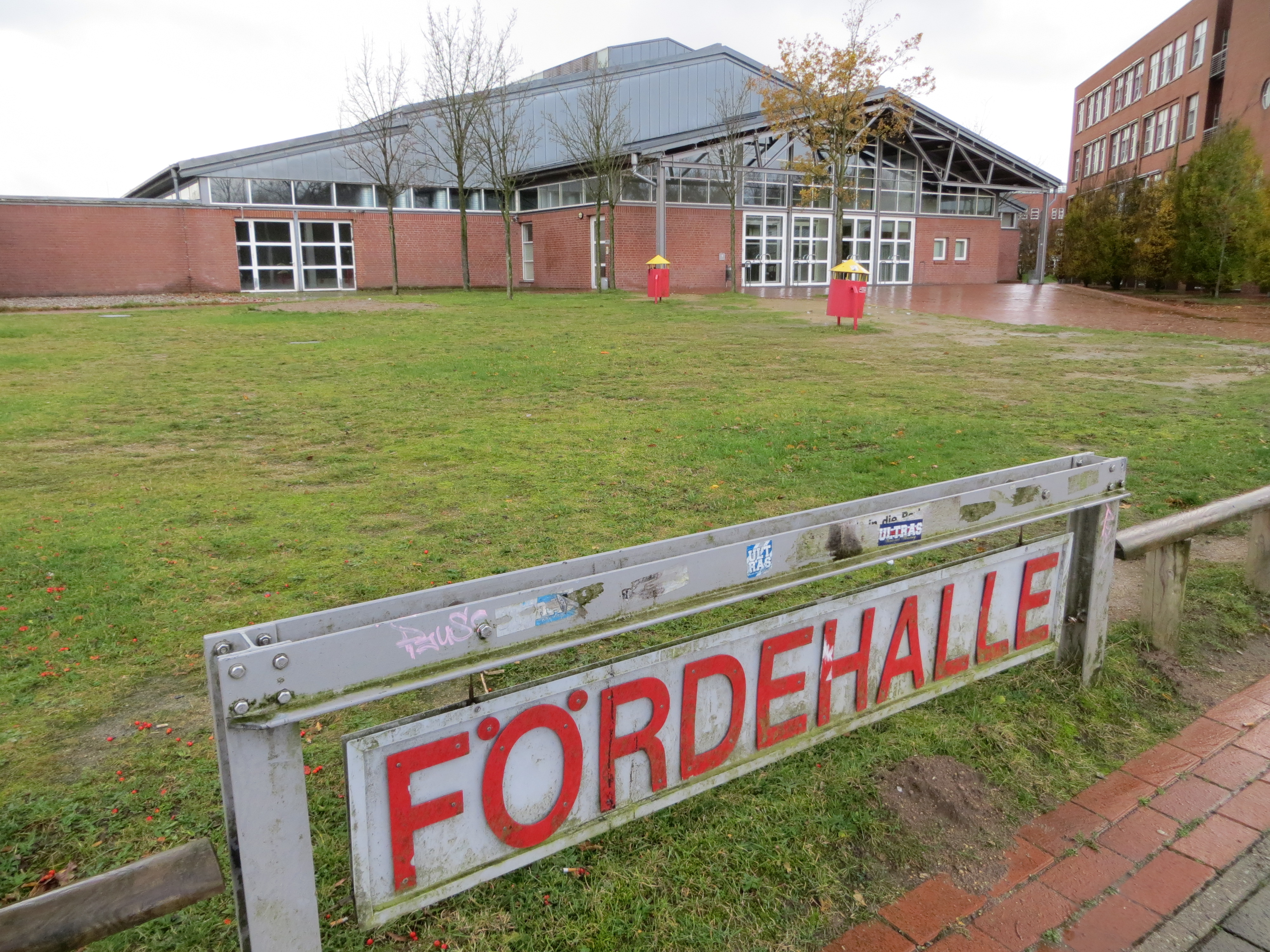
La Fördehalle, salle du club de 1991 à 2001 avec une capacité de 3500 places.

La première saison en Bundesliga (division 1) en 1992/1993 (de) est assez difficile puisque le SG Flensburg-Handewitt termine la saison seizième sur dix-huit et doit son maintien grâce à la relégation administrative du TSV Milbertshofen. Une saison qui n'est pas satisfaisante pour la direction puisqu'au mois de février 1993, elle décide de limoger Zvonimir Serdarušić, remplacé par le Danois Anders Dahl-Nielsen.
Ce changement porte ses fruits la saison suivante puisque Flensbourg termine à une belle quatrième place en 1994 (de). De plus, le club accède pour la deuxième fois de son histoire à la finale de la Coupe d'Allemagne, mais doit s'incliner 14 à 17 face, cette fois, au SG Wallau-Massenheim.
Les résultats du club restent stables pour la saison 1994/1995, avec une quatrième place en championnat (de), synonyme cette fois d'une première campagne européenne la saison suivante.
Cette entrée du SG Flensburg-Handewitt sur la scène européenne est de bonne facture puisque le club accède à la demi-finale de la Coupe de l'EHF où ils sont éliminés par le club historique espagnol du BM Granollers. Parallèlement, en championnat (de), la saison 1995/1996 s'est soldée par une très belle deuxième place, derrière leur voisin du THW Kiel, équipe entraînée par l'ancien entraîneur du club, Zvonimir Serdarušić.

### 1996-2000: une valeur sûre en Coupe d'Europe
Cette période est celle de la confirmation parmi les meilleures équipes d'Allemagne, en terminant continuellement en haut du classement, et de bonnes performances lors de ses campagnes européennes.
Ainsi, lors de la saison 1996/1997, le club joue pour la seconde fois de son histoire en Coupe de l'EHF où il réalise le magnifique exploit d'aller décrocher le titre. En effet, le club retrouve en demi-finale le BM Granollers mais s'impose cette fois-ci lors des deux matchs et se qualifie ainsi pour la finale. Opposé au club danois du Virum-Sorgenfri HK, Flensbourg s'incline 22 à 25 lors du match aller au Danemark mais s'impose nettement 30 à 17 lors du match retour et remporte donc sa première coupe d'Europe dès sa deuxième campagne européenne. Sur la scène nationale, c'est à nouveau à la seconde place que le club termine son championnat 1996-1997 (de).
La saison suivante, le club est à nouveau qualifié pour la Coupe de l'EHF et a ainsi l'opportunité de défendre son titre. Après s'être défait des formations du Montpellier Handball, du Pelister Bitola, du BM Valladolid et du CSKA Moscou, le SG Flensburg-Handewitt accède pour la deuxième saison consécutive à la finale de la compétition. Et leur adversaire est une formation bien connue du club puisqu'il s'agit de la même formation qui lui mène la vie dure en championnat, soit leur voisin du THW Kiel. Dans cette confrontation germano-allemande, ainsi que 100 % régionale puisque les deux clubs du Schleswig-Holstein sont distants de moins de 100 km, Flensbourg réussit à remporter la rencontre aller 25 à 23 mais concède une défaite 21 à 26 lors du match retour à Kiel : tout comme en championnat, c'est ainsi le THW Kiel qui a le dernier mot. En championnat, le club ne peut empêcher Kiel de remporter le titre et régresse même de deux places, passant de la deuxième à la quatrième place.
En juillet 1998, l'entraîneur, Anders Dahl-Nielsen, est remplacé par son compatriote, Erik Veje Rasmussen. La quatrième place obtenue en championnat est synonyme de participation à la Coupe des Villes, compétition moins prestigieuse que la Coupe de l'EHF. Néanmoins, au vu de ces performances précédentes en Coupe de l'EHF, le club fait naturellement partie des équipes favorites et assume parfaitement son rôle : éliminant successivement les Slovaques du RK Trebnje en huitièmes de finale, les Français de l'US Dunkerque en quarts de finale et enfin les Allemands du TuS Nettelstedt-Lübbecke en demi-finale, le club arrive en finale face au club espagnol de l'ADC Ciudad Real, dont c'est la première expérience en Coupe d'Europe. La formation espagnole réalise une remarquable performance lors du match aller, tenant en échec Flensbourg 27 à 27 en Allemagne, mais Flensbourg remporte le match retour 26 à 21 en Espagne, devant 4 000 supporters : ainsi le SG Flensburg-Handewitt remporte le deuxième titre européen de son histoire. En championnat, le club retrouve sa seconde place, toujours derrière Kiel.
Ainsi qualifié pour la Coupe de l'EHF 1999-2000, le club atteint facilement la demi-finale où ils rencontrent l'ABC Braga. Et les Portugais s'avéreront être de solides adversaires puisqu'ils s'imposent de quatre longueurs 27 à 23 lors du match aller. Autant dire que les hommes d'Erik Veje Rasmussen ont dû s'employer lors du match retour en Allemagne pour battre les Portugais 23 à 18, soit un score cumulé de 46 à 45. En finale, Flensbourg est opposé aux Croates du RK Metković Jambo, seul club capable de briser l'hégémonie du RK Zagreb. Battus 22 à 24 en Croatie, les joueurs de Flensbourg gardent toutes leurs chances lors du match retour, mais leur victoire 25 à 23 est insuffisante : à égalité parfaite sur l'ensemble des deux matchs, les Croates sont déclarés vainqueurs selon la règle du nombre de buts marqués à l'extérieur (22 contre 23). Au niveau national, le club n'a jamais été aussi proche de remporter son premier titre. En effet, en championnat, Flensbourg a terminé cette saison 1999/2000 avec le même nombre de points que le THW Kiel, mais Kiel est sacré pour la septième fois champion d'Allemagne pour une meilleure différence de buts (+134 pour Kiel contre +117 pour Flensbourg). De même, ces deux clubs se sont retrouvés en finale de la Coupe d'Allemagne et, alors qu'à l'issue du temps réglementaire, les deux équipes sont à égalité sur le score de 20 à 20, c'est finalement Kiel qui s'impose lors de la prolongation.

### 2000-2002: les premiers titres nationaux

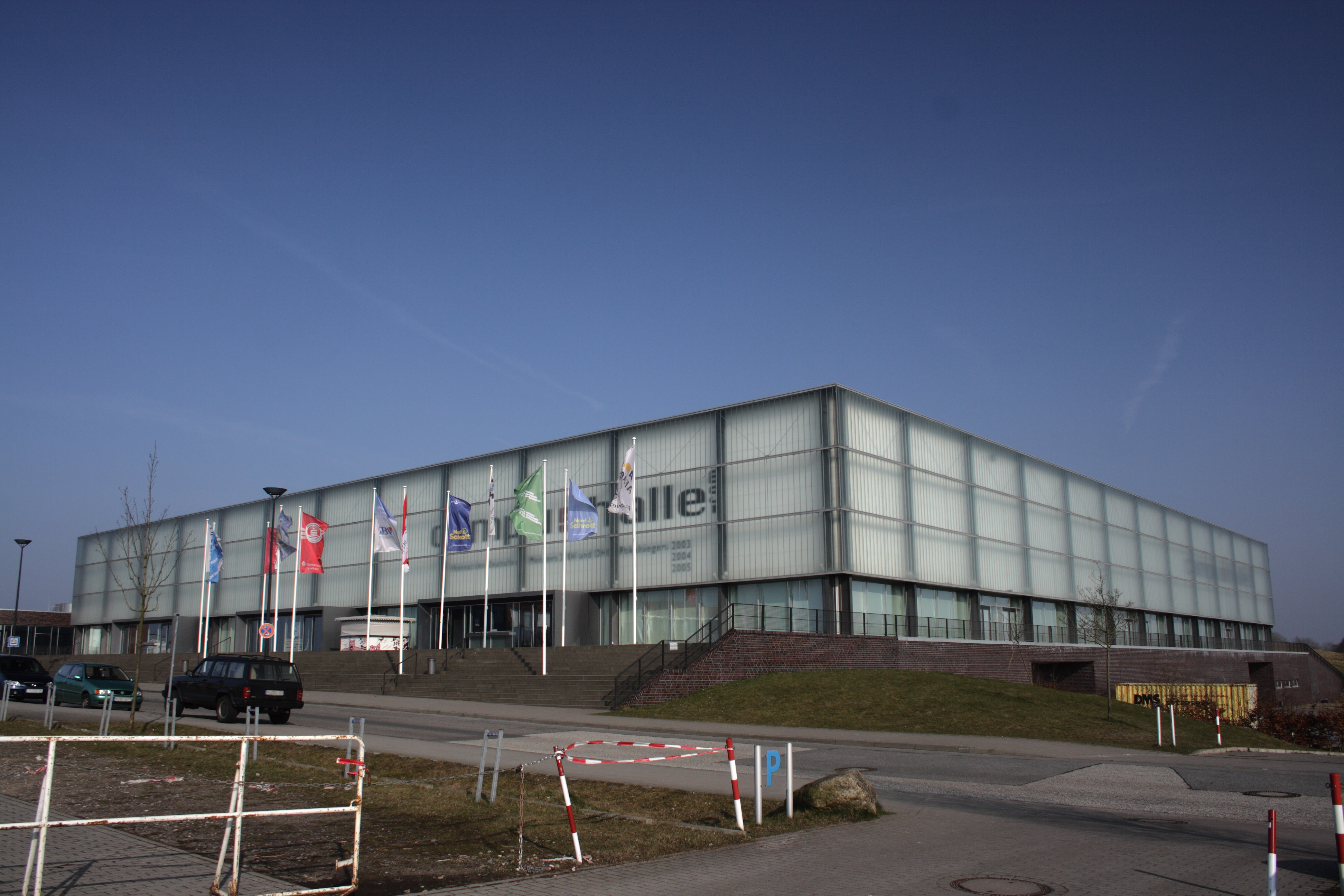
La Flens-Arena, l'antre du SG Flensburg-Handewitt depuis 2001, avec une capacité de 6500 places.

Cette saison 2000/2001 est la saison des nouveautés. Tout d'abord, en tout début de saison, le SG Flensburg-Handewitt a enfin pu prendre sa revanche face au THW Kiel qui lui avait empêché de remporter cinq trophées dont un sacre européen : opposés lors de la Supercoupe d'Allemagne, les hommes d'Erik Veje Rasmussen remportent le match sur la plus petite des marges (20 à 19) et apportent au club son troisième sacre, le premier sur la scène nationale. La seconde nouveauté de cette saison est l'inauguration le 2 décembre 2001 de sa toute nouvelle salle, la Flens-Arena. Enfin, la troisième nouveauté est la sacre pour leur première participation lors de la Coupe des coupes : éliminant ses adversaires un par un, le club atteint la finale où il affronte les espagnoles du CB Ademar León. Large vainqueur lors du match aller sur le score de 32 à 25, Flensburg s'incline nettement 19 à 24 lors du match retour en Espagne, défaite qui n'empêche pas le club de remporter son troisième sacre européen, qui plus est à chaque fois dans une compétition différente.
Et tout comme lors de la saison 1997/1998, le club a l'occasion de défendre son titre européen lors de la saison 2001/2002 puisque, qualifié pour la Coupe des coupes, le club arrive en finale et retrouve une ancienne connaissance déjà rencontrée lors de la finale de la Coupe des Villes 1999 : le BM Ciudad Real. Lors de la finale aller disputée en Espagne, Flensbourg concède à une large défaite sur le score de 22 à 31, de nombreuses violences et altercations ayant eu lieu lors du match au point que l'entraîneur de Ciudad Real, Veselin Vujović, et le joueur Rolando Urios furent tous deux suspendus de toute compétition internationale pour respectivement 2 ans et 11 mois par l'EHF, alors que du côté allemand, Christian Berge est suspendu 9 mois. Lors de la finale retour en Allemagne, malgré l'absence de leur entraîneur Veselin Vujović, qui communiquait malgré tout par téléphone depuis son hôtel, le BM Ciudad Real réussit à préserver son avance de 9 buts, avec pourtant un début de match difficile (0-5) et la disqualification de Pogorelov en milieu de première période. Et donc, à l'instar de la saison 1997/1998, le club n'arrive pas à conserver son sacre et s'incline pour la troisième fois en finale d'une compétition européenne.
Lors de la saison 2002/2003, au niveau international, Flensbourg est décevant puisqu'il est éliminé au troisième tour par les Espagnols du BM Altea en Coupe de l'EHF et ne passe donc pas l'hiver européen. Cependant, on ne peut en dire autant au niveau national et surtout au niveau de la Coupe d'Allemagne puisque le club réussit à décrocher sa toute première Coupe, dans une campagne où les hommes de Erik Veje Rasmussen éliminent le THW Kiel (28 à 24) en quarts de finale puis le Frisch Auf Göppingen (33 à 28) en demi-finales. Accédant de cette manière en finale, le SG Flensburg-Handewitt remporte la rencontre sur le fil, 32 à 31, face au TUSEM Essen, club qui avait privé Flensbourg de son premier exploit en finale de la Coupe d'Allemagne en 1992. Tandis qu'en Championnat, le club réussit grâce à une nouvelle place de dauphin à se qualifier pour la première fois pour la Ligue des champions, la compétition la plus prestigieuse pour les clubs.
Cette saison 2003/2004 débute avec la séparation du club et de son entraîneur Erik Veje Rasmussen qui est remplacé par le Suédois Kent-Harry Andersson, Bogdan Wenta restant entraîneur adjoint. Cette saison est l'une des plus mémorable du club, qui joue à nouveau sur trois fronts : Championnat, Coupe et Ligue des champions. Lors de cette dernière, le SG Flensburg-Handewitt se retrouve dans le groupe F, avec les slovènes de Celje, les suédois du Redbergslids IK et les Slovaques de Bystrica. Dans ce groupe, Flensbourg termine deuxième, à deux points des slovènes et se qualifie ainsi pour les huitièmes de finale. Il y retrouve la formation danoise de Kolding IF Håndbold et s'en défait assez facilement avec un total 67 à 49 (34-29; 33-20). Accédant ainsi en quart de finale, Flensbourg remporte ses deux rencontres face aux croates du RK Zagreb (30-27 et 28-26). Lors de la demi-finale aller, Flensbourg s'impose de dix buts (30-20) à domicile face au SC Magdebourg. Mais Magdebourg, qui n'avait rien à perdre, essaie de renverser la tendance et le match à l'extérieur s'avéra être des plus tendus puisque Flensbourg encaisse une défaite de 10 buts (26-36) : c'est ainsi la règle du nombre de buts marqués à l'extérieur qui départage les deux formations en faveur de Flensbourg. Ainsi, pour sa toute première participation, le SG Flensburg-Handewitt accède à la finale de la reine des compétitions pour les clubs. Opposé au RK Celje, club rencontré en phase de groupes, les hommes de Kent-Harry Andersson, sont défaits sur le score de 34 à 28 en terre slovène et malgré une finale retour victorieuse (30 à 28), c'est bien Celje qui devient champion d'Europe. Sur le plan national, cette saison 2003/2004 est également une réussite puisque Flensbourg remporte pour la première fois de son histoire le fameux titre de Champion d'Allemagne avec un total de 58 points, soit deux de plus que son dauphin le THW Kiel. Et en Coupe, après avoir éliminé successivement le HSG Nordhorn, le TUSEM Essen, le TuS Nettelstedt-Lübbecke, le VfL Gummersbach et enfin le THW Kiel en demi-finale, le club accède pour la cinquième fois de son histoire en finale de cette compétition. Vainqueur du HSV Hambourg sur le net score de 29 à 23, Flensbourg conserve ainsi la Coupe d'Allemagne.
Pour la saison 2004/2005, si le club décroche sa troisième Coupe d'Allemagne consécutive (victoire en finale 33 à 31 face au THW Kiel), Flensbourg n'arrive pas à conserver son titre en Championnat et termine deuxième à deux points du THW Kiel. En Ligue des champions, après une phase de poule quasi parfaite (cinq victoires et un match nul), le club frise la correctionnelle en huitièmes de finale en parvenant de justesse à récupérer au retour à domicile son débours de 4 buts concédé face à l'IK Sävehof (30-34 et 31-26). En quart de finale comme tous les clubs allemands, Flensbourg est éliminé par le Montpellier Handball au terme d'un match épique : malgré une très lourde défaite en France 36 à 22, Flensbourg parvient à combler son retard lors du match retour grâce notamment aux treize buts de Lars Christiansen puisqu'à quelques secondes de la fin du match, le club mène 32 à 18 et est alors qualifié en raison du plus grand nombre de buts marqués à l'extérieur. Michaël Guigou obtient une simple faute à la place d'un jet à sept mètres. Le temps de jeu étant écoulé, Montpellier ne peut que tirer depuis les neuf mètres, sans aucune passe. Grégory Anquetil parvient à se désaxer pour éviter le mur allemand et le ballon passe entre les jambes du gardien historique Jan Holpert, offrant la qualification à Montpellier,.

### 2005-2010: Retour à sa place d’éternel second

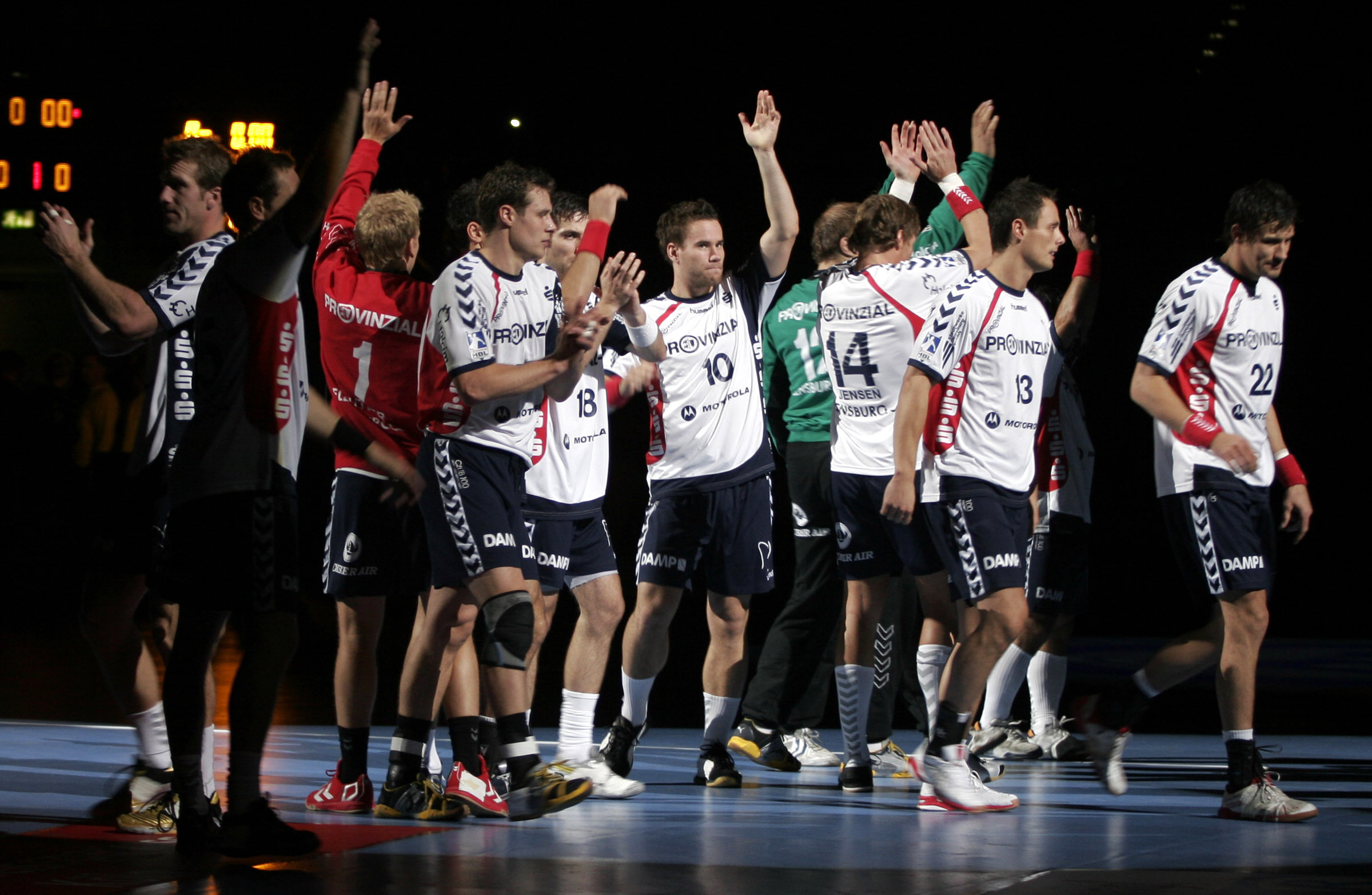
Le SG Flensburg-Handewitt le 9 septembre 2007.

Cette période dorée n'est finalement que de courte durée et Flensbourg retrouve son statut d'éternel second lors des saisons suivantes.
En effet, les résultats de cette fin de décennie ne sont pas superbes et le club voit se succéder les modifications dans l'équipe dirigeante. À l'été 2006, Bogdan Wenta, entraîneur adjoint depuis 6 ans, retourne en Pologne et le Suédois Kent-Harry Andersson doit laisser le banc pour raison médicales jusqu'en décembre, l'intérim étant assuré par Viggó Sigurðsson (de). À l'été 2008, Per Carlén arrive comme adjoint d'Andersson qui est limogé en décembre 2008 après la lourde défaite 29 à 37 concédée à domicile face à son rival, le THW Kiel. Per Carlén, devenu entraîneur principal, sera quant à lui démis de ses fonctions en novembre 2010.
Après trois victoires en Coupe d'Allemagne, Flensbourg est éliminé par Kiel dès son entrée au deuxième tour de la compétition lors de la saison 2005/2006. Les saisons suivantes, les résultats ne sont pas beaucoup mieux avec des éliminations en demi-finale en 2006/2007, au troisième tour en 2007/2008 et en huitième de finale en 2008/2009 et en 2009/2010.
Au niveau européen, le SG Flensburg-Handewitt dispute fréquemment la Ligue des champions où ils atteignent souvent la phase finale, sauf lors de la saison 2007/2008 où le club termine bon dernier d'un groupe des plus relevés avec le RK Zagreb, le Portland San Antonio et le HSV Hambourg.

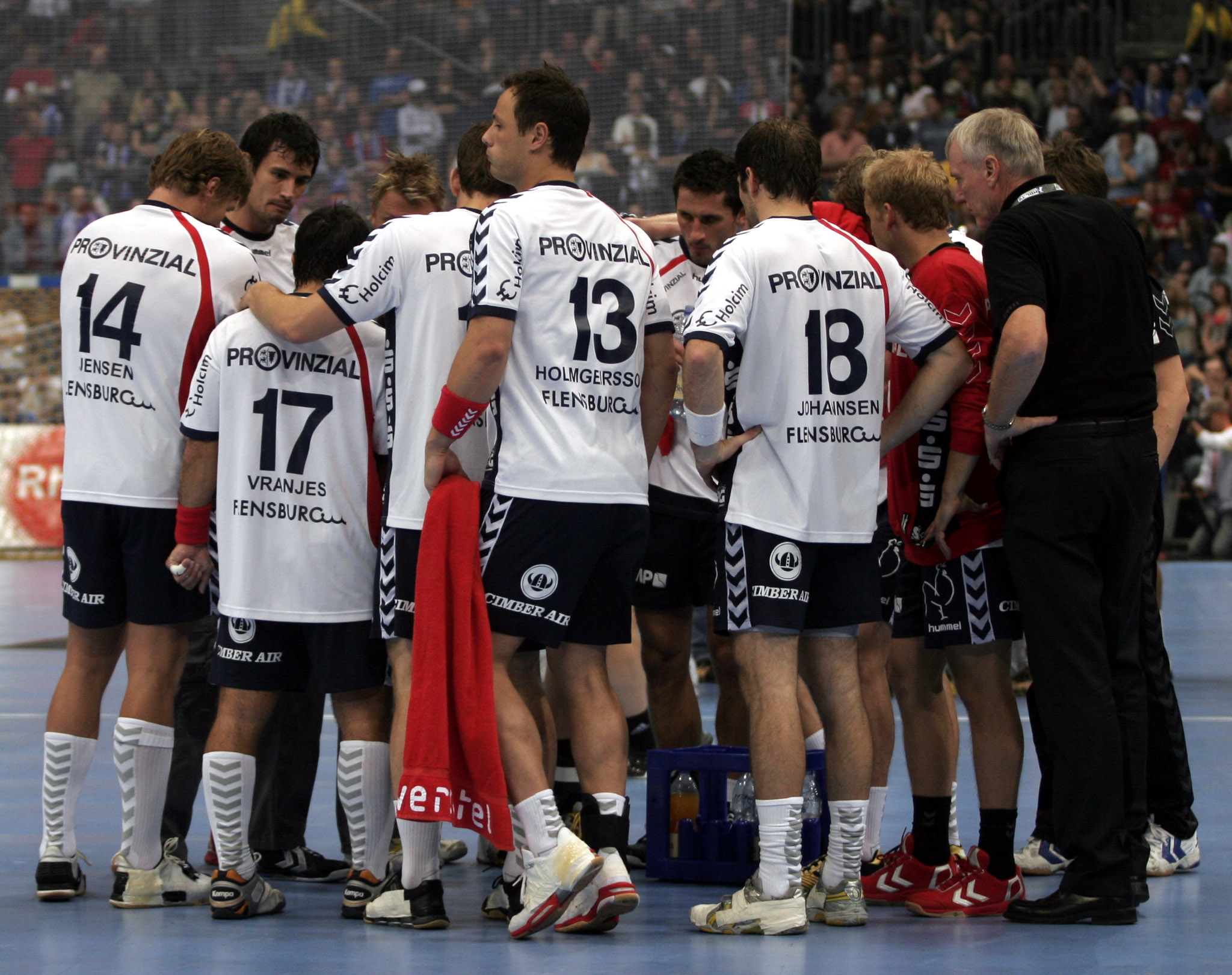
Le SG Flensburg-Handewitt durant un temps mort en 2007.

Cette rapide élimination est d'autant plus surprenante que, lors de la saison précédente, le Flensbourg d'Andersson était parvenu à atteindre pour la deuxième fois de son histoire la finale de la Ligue des champions. En effet, lors de cette campagne, Flensbourg termine premier de son groupe, ne concédant qu'une défaite à Tchekhov. En huitième de finale, le club concède une lourde défaite 41 à 31 à Celje en Slovénie. Lors du match retour, devant son public, le miracle a lieu puisque le club, qui a déjà comblé une grosse partie de son retard à la mi-temps (+8), s'impose finalement 36 à 26 et se qualifie grâce à la règle du nombre de buts marqués à l'extérieur. Une grosse cylindrée européenne, le FC Barcelone, se présente face à Flensbourg en quart de finale. Vainqueur à domicile 31 à 21, le club réussit à conserver cette avance au Palau Blaugrana du FC Barcelone et se qualifie malgré la défaite 29 à 34. Un autre club ibérique, le Balonmano Valladolid, se présente en demi-finale. Vainqueur de seulement 2 buts à l'aller, Flensburg tient le choc lors du retour puisque Valladolid ne parvient pas à prendre plus de 2 ou 3 buts d'avance. Sur le gong, alors que Flensbourg est mené 24 à 25, Chema Rodriguez obtient le jet de 7 mètres pour la qualification mais Dan Beutler stoppe le tir de Roberto García Parrondo. Arrivé en finale de la Ligue des champions pour la deuxième fois de son histoire, le club retrouve sa bête noire, le THW Kiel. Après avoir concédé un score de parité de 28 à 28 à domicile, les hommes de Kent-Harry Andersson ne font pas de miracle à Kiel et, comme lors de la finale de la Coupe de l'EHF en 1998, c'est bien Kiel qui devient champion d'Europe en s'imposant 29 à 27.
Lors de la saison 2008/2009, le club réalise sa plus mauvaise performance en Championnat après 1992/93, sa première saison dans l'élite. Seulement cinquième et éliminé dès les huitièmes de finale en Coupe d'Allemagne, le club doit se contenter de la Coupe de l'EHF et non de Ligue des champions pour la saison 2009/2010.

### 2010-2017: L'ère Vranjes

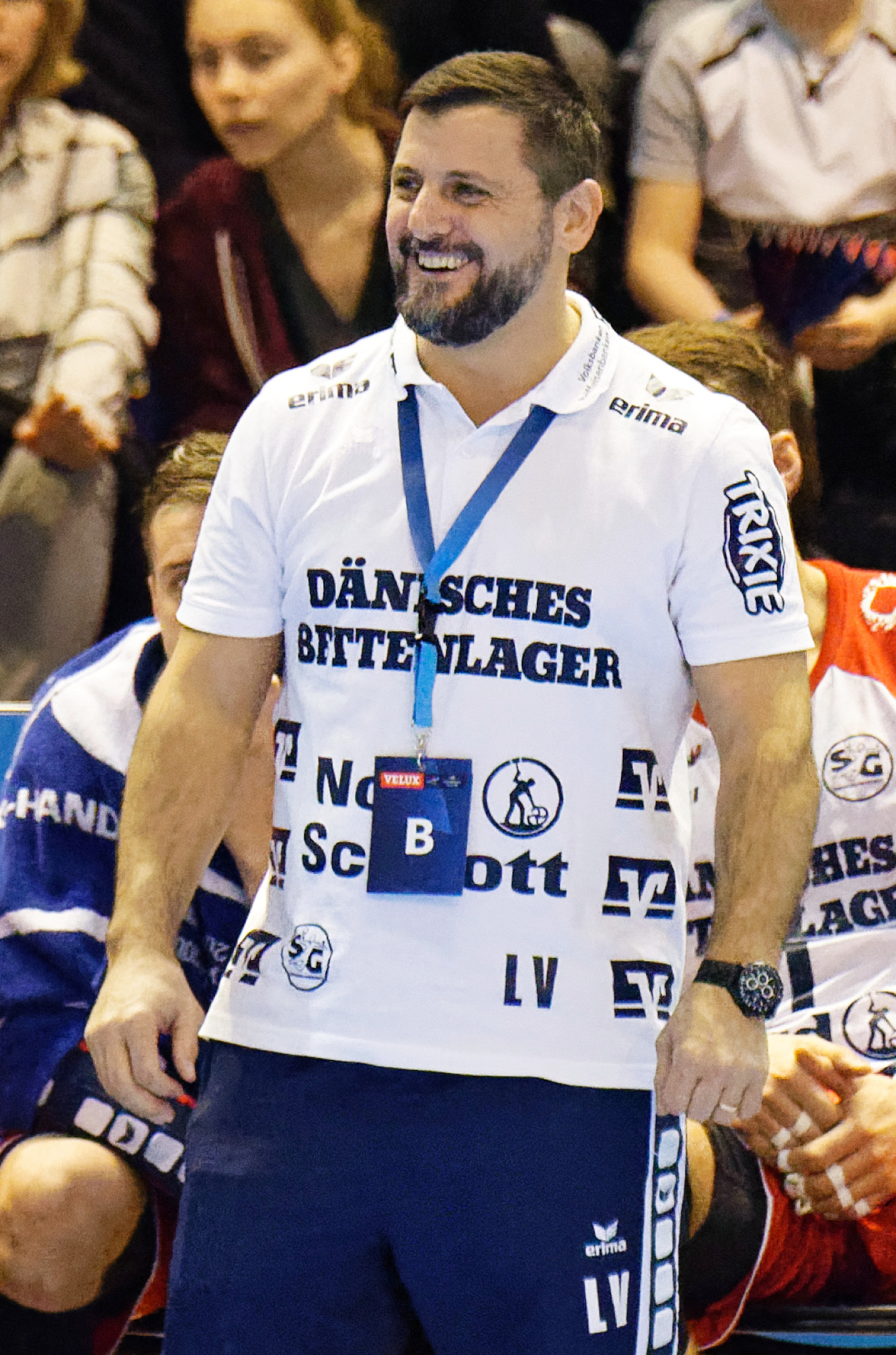
Ljubomir Vranjes, joueur de 2006 à 2009 et entraîneur de 2010 à 2017.

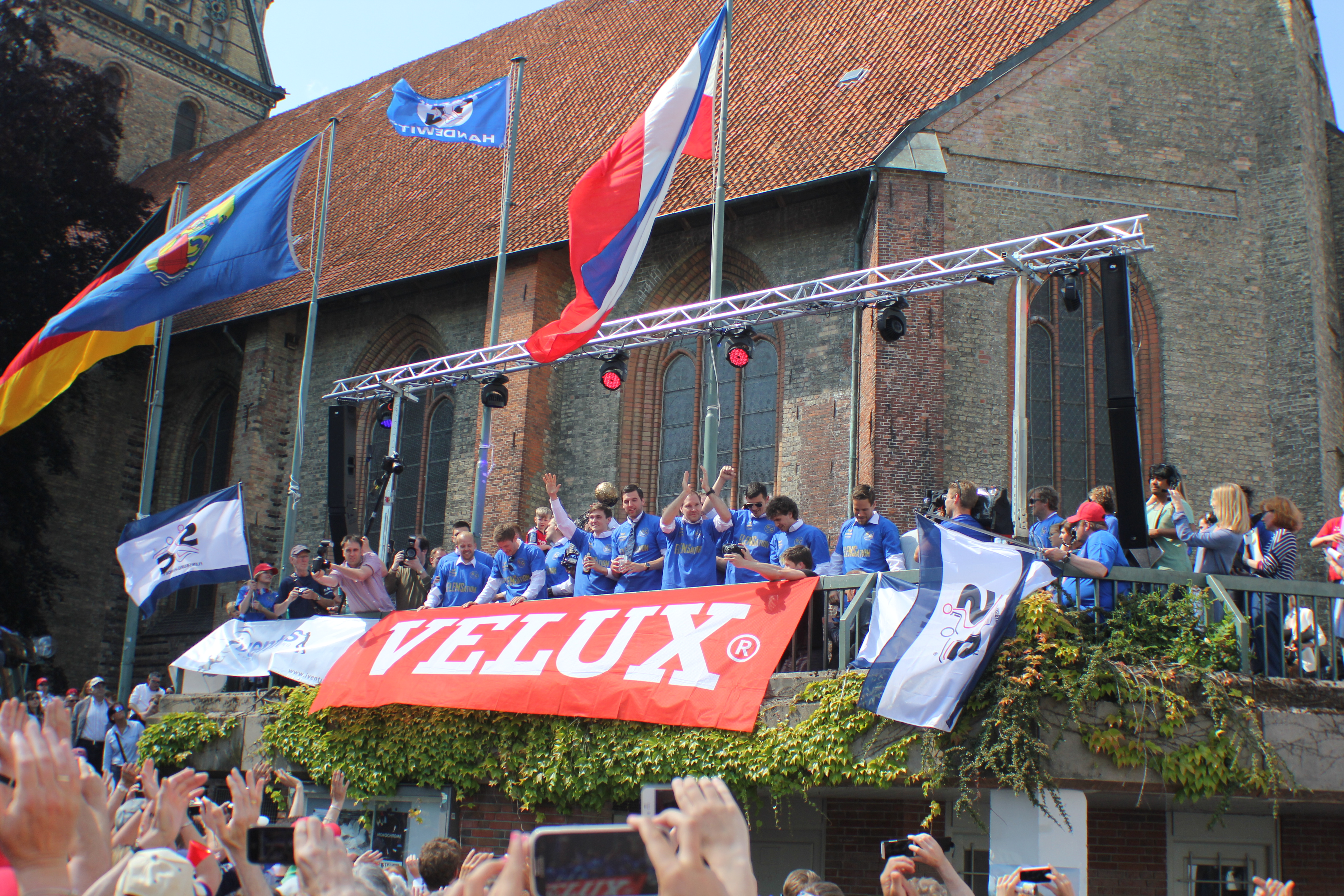
Le SG Flensburg-Handewitt qui célèbre sa victoire en Ligue des champions en 2014.

Le 11 novembre 2010, l'entraîneur suédois Per Carlén est démis de ses fonctions et remplacé par son compatriote Ljubomir Vranjes.
La première saison sous l'ère Vranjes n'est pas terrible du fait que l'équipe termine à la sixième place du championnat, soit la plus mauvaise performance du club depuis la saison 1992/1993. En Coupe d'Allemagne, le club atteint pour la septième fois de son histoire la finale de la compétition mais doit encore une fois s'incliner face à son rival, le THW Kiel. Enfin, en Ligue des champions, le club est sèchement éliminé en quarts de finale par les Espagnols du BM Ciudad Real après avoir été battu 24 à 38 lors du match aller en Allemagne, même si la victoire 22 à 21 en Espagne au match retour sauve l'honneur.
Au vu des performances de cette saison 2010/2011, Flensbourg se qualifie pour la Coupe des coupes, une compétition où le SG Flensburg-Handewitt, après s'être défait de modestes adversaires tels que les Tchèques du HCB OKD Karvina, les Hongrois du PLER KC Budapest, les Ukrainiens du HC Motor Zaporijia ainsi que des Espagnols du BM Aragón, réussissent à atteindre la finale. Opposé au VfL Gummersbach, tenant du titre, le SG Flensburg-Handewitt réussit à s'imposer 34 à 33 sur le parquet de Gummersbach lors du match aller et fait le job lors du match retour (victoire 32 à 28) : après de multiples défaite en finale, le SG Flensburg-Handewitt remporte son neuvième titre après sept ans d'attente, le dernier étant la Coupe d'Allemagne 2005. En effet, sur le plan national, le club termine la saison une énième fois à la deuxième place en championnat et, comme la saison précédente, s'incline en finale de la Coupe d'Allemagne face à Kiel.
La saison suivante confirme la tendance au niveau national car autant en championnat qu'en Coupe d'Allemagne, Flensbourg termine derrière le THW Kiel. Au niveau européen, les hommes de Ljubomir Vranjes jouent la Ligue des champions où ils réussissent à atteindre les quarts de finale mais sont éliminés par la surprenante équipe du HSV Hambourg, le futur vainqueur de la compétition cette même année, après s'être incliné à domicile lors du match aller de 6 buts (26-32), la victoire à Hambourg 25 à 23 lors du match retour restant donc anecdotique.
En revanche, la saison 2013/2014 est l'une des plus mémorables du SG Flensburg-Handewitt. Débutant par la victoire en Supercoupe d'Allemagne, c'est avant tout le parcours en Ligue des champions qui marque l'histoire du club. Après avoir terminé deuxième de son groupe derrière le tenant du titre, le HSV Hambourg et devant les clubs de RK Gorenje Velenje, Aalborg Håndbold, Naturhouse La Rioja et HK Drott Halmstad, le club affronte la formation slovène du RK Celje Pivovarna Laško en huitième de finale. Si le club concède une défaite de 26 à 25 à Celje, il réussit à inverser la tendance au match retour grâce à une victoire sur le score de 30 à 27 et se qualifié ainsi en quarts de finale. Opposé au champion de Macédoine, le RK Vardar Skopje, Flensbourg s'impose de deux buts (24-22) lors du match aller mais s'incline également de 2 buts à Skopje : c'est ainsi grâce à la règle du nombre de buts marqués à l'extérieur (25 contre 22) que le club se qualifie pour le Final Four. En demi-finale, à la Lanxess Arena de Cologne, le SG Flensburg-Handewitt est opposé au FC Barcelone et les hommes de Ljubomir Vranjes entament alors une partie des plus disputée à tel point que le temps réglementaire s'achève sur le score de 32 à 32. Comme la prolongation ne parvient pas à départager les deux équipes (36-36), ce sont finalement les jets de sept mètres qui devront départager les deux formations : alors que les joueurs de Flensbourg enchaînent les buts, l'international français Nikola Karabatic voit son tir stoppé par Mattias Andersson et le jeune Hampus Wanne ne rate pas son tir et qualifie Flensbourg pour la troisième finale de son histoire. Et c'est le même adversaire qu'en 2007 qu'ils retrouvent, à savoir son grand rival du THW Kiel. Lors une finale aux apparences de derby, Kiel prend les devants dans la première période (8-3 à la 11e minute puis 20-12 à la 20e minute), mais Flensbourg revient peu à peu, accusant toujours un déficit de 2 buts à la mi-temps (14-16). Mais la dynamique était déjà inversée et Flensbourg prend logiquement la tête à la 40e minute (20-19) pour ne plus la lacher et remporte la partie sur le score de 30 à 28, synonyme de titre de Champion d'Europe. Si cette fois Kiel n'a pas eu le dernier mot, c'est bien Kiel qui a remporté toutes les compétitions nationales (Championnat, Coupe, Supercoupe), Flensbourg terminant troisième en championnat et s'inclinant en finale de deux autres compétitions.
Lors de la saison 2014-2015, le club ne parvient pas à conserver son titre en Supercoupe d'Allemagne, concédant une défaite de 27 à 26 contre Kiel. En championnat, le club atteint à nouveau le podium mais doit se contenter de la 3e place. En revanche, le club réussit à remporter la Coupe d'Allemagne au détriment du SC Magdebourg lors d'une rencontre très disputée puisque se terminant aux jets de sept mètres.
Pour les deux saisons suivantes, le club est conforme à ses traditions avec deux deuxièmes places en championnat, deux défaites en finale de la coupe d’Allemagne et deux éliminations en quart de finale de la Ligue des champions. C'est sur ce bilan qu’en 2017 Ljubomir Vranjes quitte Flensbourg pour rejoindre le club hongrois du Veszprém KSE.

### De 2017 à 2023: l'empreinte Machulla

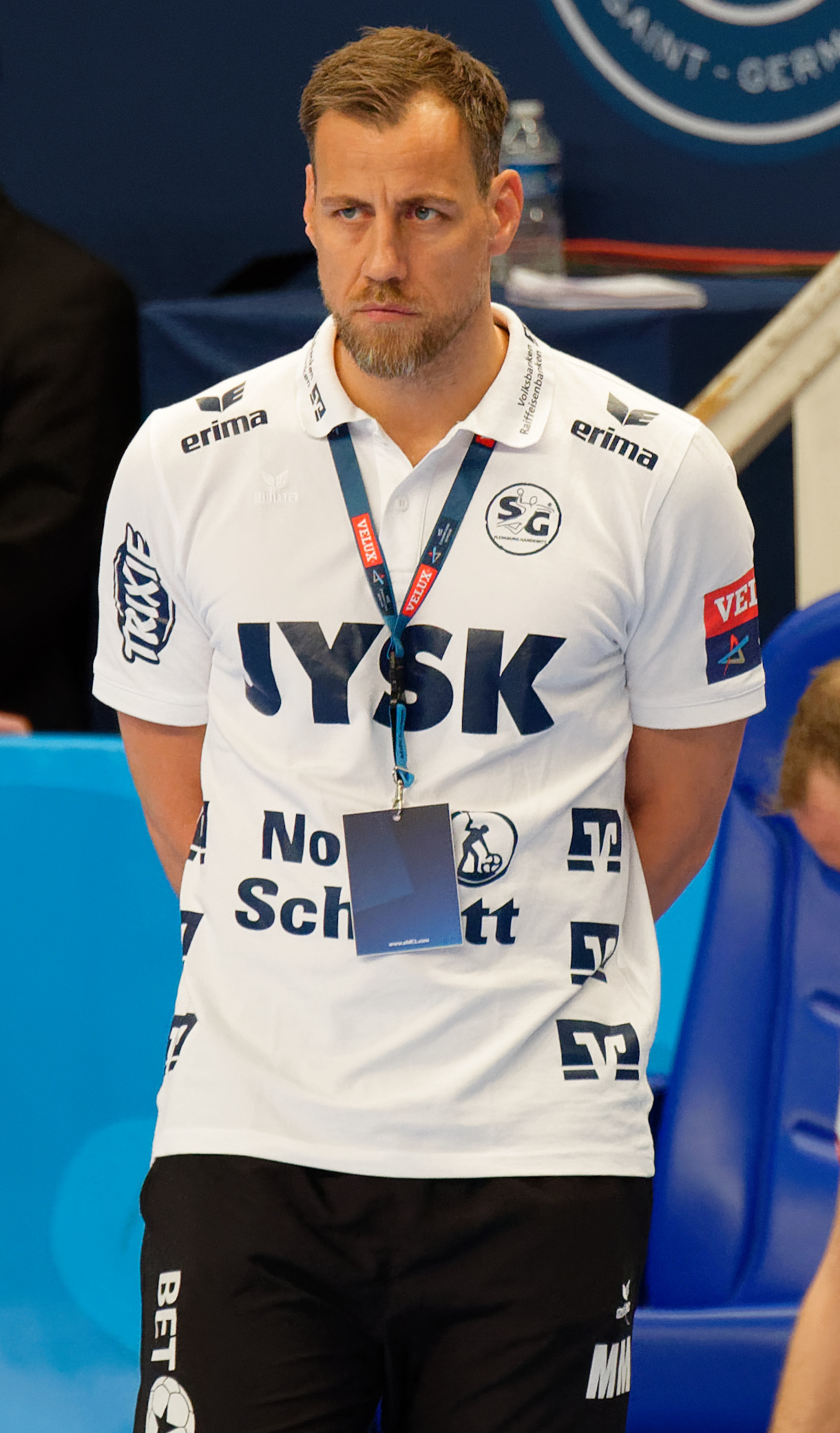
Maik Machulla, joueur de 2012 à 2014 et entraîneur de 2017 à avril 2023.

C’est alors son adjoint depuis 2012, Maik Machulla, qui prend sa suite sur le banc flensbourgeois. Et avec succès puisqu'après quatorze années d'attente, le SG Flensburg remporte son deuxième titre de Champion d'Allemagne au terme de la saison 2017-2018. Si le club a su profiter des errements des Rhein-Neckar Löwen qui se sont écroulés en fin de saison alors que le titre leur semblait promis, Flensbourg confirme que ce titre n'était pas totalement usurpé en remportant à nouveau le Championnat 2018-2019.
En avril 2023, le club enchaine trois défaites importantes pour le club dans les différentes compétitions dans lesquelles il était engagé : en demi-finale de la Coupe d'Allemagne face aux Rhein-Neckar Löwen (31-38), à domicile en quart de finale retour de la Ligue européenne (alors que le club doit organiser le Final 4 de la compétition) face au BM Granollers (27-35) et enfin en championnat face à Kiel (19-29) qui met fin aux ambitions de titre. Par voie de conséquence, l'entraîneur Maik Machulla est limogé et remplacé par son adjoint, Mark Bult.

### Depuis 2023: le pari Krickau
Pour remplacer Machulla, le club réactive la filière scandinave recrutant le Danois Nicolej Krickau (de). Le jeune entraîneur (36 ans) du club de GOG Håndbold y retrouvera les pépites Simon Pytlick (arrière gauche) et Lukas Jørgensen (Pivot), deux joueurs de GOG qui avaient déjà signé à Flensburg à compter de la saison 2023/24.
Les résultats sont de meilleure facture puisque le club termine troisième en Coupe et en Championnat puis parvient à remporter sa sixième coupe d'Europe avec la victoire en Ligue européenne.

### Parcours
| Saison    | Division      | Rang     | Coupe              | Supercoupe | Europe*             | Entraîneur(s)             |
| --------- | ------------- | -------- | ------------------ | ---------- | ------------------- | ------------------------- |
| 1990-1991 | 2. Bundesliga | 4e       | Troisième tour     | -          | -                   | / Zvonimir Serdarušić     |
| 1991-1992 | 2. Bundesliga | Champion | Finaliste          | -          | -                   | / Zvonimir Serdarušić     |
| 1992-1993 | 1. Bundesliga | 16e      | Troisième tour     | -          | -                   | Serdarušić / Dahl-Nielsen |
| 1993-1994 | 1. Bundesliga | 4e       | Finaliste          | -          | -                   | Anders Dahl-Nielsen       |
| 1994-1995 | 1. Bundesliga | 4e       | Troisième tour     | -          | -                   | Anders Dahl-Nielsen       |
| 1995-1996 | 1. Bundesliga | 2e       | Deuxième tour      | -          | C3 : Demi-finale    | Anders Dahl-Nielsen       |
| 1996-1997 | 1. Bundesliga | 2e       | Troisième tour     | -          | C3 : Vainqueur      | Anders Dahl-Nielsen       |
| 1997-1998 | 1. Bundesliga | 4e       | Troisième tour     | Finaliste  | C3 : Finaliste      | Anders Dahl-Nielsen       |
| 1998-1999 | 1. Bundesliga | 2e       | Troisième tour     | -          | C4 : Vainqueur      | Erik Veje Rasmussen       |
| 1999-2000 | 1. Bundesliga | 2e       | Finaliste          | -          | C3 : Finaliste      | Erik Veje Rasmussen       |
| 2000-2001 | 1. Bundesliga | 3e       | Quatrième tour     | Vainqueur  | C2 : Vainqueur      | Erik Veje Rasmussen       |
| 2001-2002 | 1. Bundesliga | 4e       | Quatrième tour     | -          | C2 : Finaliste      | Erik Veje Rasmussen       |
| 2002-2003 | 1. Bundesliga | 2e       | Vainqueur          | -          | C3 : 1/16 de finale | Erik Veje Rasmussen       |
| 2003-2004 | 1. Bundesliga | Champion | Vainqueur          | Finaliste  | C1 : Finaliste      | Kent-Harry Andersson      |
| 2004-2005 | 1. Bundesliga | 2e       | Vainqueur          | Finaliste  | C1 : 1/4 de finale  | Kent-Harry Andersson      |
| 2005-2006 | 1. Bundesliga | 2e       | deuxième tour      | Finaliste  | C1 : 1/2 de finale  | Kent-Harry Andersson      |
| 2006-2007 | 1. Bundesliga | 3e       | Demi-finale        | -          | C1 : Finaliste      | Kent-Harry Andersson      |
| 2007-2008 | 1. Bundesliga | 2e       | Troisième tour     | -          | C1 : Tour principal | Kent-Harry Andersson      |
| 2008-2009 | 1. Bundesliga | 5e       | Huitième de finale | Finaliste  | C1 : 1/4 de finale  | Andersson / Carlén        |
| 2009-2010 | 1. Bundesliga | 3e       | Huitième de finale | -          | C3 : 1/2 de finale  | Per Carlén                |
| 2010-2011 | 1. Bundesliga | 6e       | Finaliste          | -          | C1 : 1/4 de finale  | Carlén / Vranjes          |
| 2011-2012 | 1. Bundesliga | 2e       | Finaliste          | Finaliste  | C2 : Vainqueur      | Ljubomir Vranjes          |
| 2012-2013 | 1. Bundesliga | 2e       | Finaliste          | Finaliste  | C1 : 1/4 de finale  | Ljubomir Vranjes          |
| 2013-2014 | 1. Bundesliga | 3e       | Finaliste          | Vainqueur  | C1 : Vainqueur      | Ljubomir Vranjes          |
| 2014-2015 | 1. Bundesliga | 3e       | Vainqueur          | -          | C1 : 1/8 de finale  | Ljubomir Vranjes          |
| 2015-2016 | 1. Bundesliga | 2e       | Finaliste          | Finaliste  | C1 : 1/4 de finale  | Ljubomir Vranjes          |
| 2016-2017 | 1. Bundesliga | 2e       | Finaliste          | -          | C1 : 1/4 de finale  | Ljubomir Vranjes          |
| 2017-2018 | 1. Bundesliga | Champion | Huitième de finale | Finaliste  | C1 : 1/4 de finale  | Maik Machulla             |
| 2018-2019 | 1. Bundesliga | Champion | Huitième de finale | Finaliste  | C1 : 1/8 de finale  | Maik Machulla             |
| 2019-2020 | 1. Bundesliga | 2e       | Huitième de finale | Vainqueur  | C1 : 1/8 (annulé)   | Maik Machulla             |
| 2020-2021 | 1. Bundesliga | 2e       | non jouée          | Finaliste  | C1 : 1/4 de finale  | Maik Machulla             |
| 2021-2022 | 1. Bundesliga | 4e       | 2e tour            | -          | C1 : 1/4 de finale  | Maik Machulla             |
| 2022-2023 | 1. Bundesliga | 4e       | 3e                 | -          | C3 : 1/4 de finale  | Machulla / Mark Bult      |
| 2023-2024 | 1. Bundesliga | 3e       | 3e                 | -          | Vainqueur           | Nicolej Krickau (de)      |
| 2024-2025 | 1. Bundesliga | en cours | 1/4 de finale      | -          | Vainqueur           | Krickau, Pajovič          |

 * Légende : C1=Ligue des champions ; C2=Coupe des vainqueurs de coupe ; C3= Coupe de l'EHF/Ligue européenne ; C4=Coupe des Villes

## Palmarès
Le palmarès du SG Flensburg-Handewitt est le suivant :
| Compétitions internationales | Compétitions nationales |
| - C1 : Ligue des champions - Vainqueur (1) : 2014 - Finaliste (2) : 2004, 2007 - C2 : Coupe des coupes - Vainqueur (2) : 2001, 2012 - Finaliste (1) : 2002 - C3 : Coupe de l'EHF/Ligue européenne - Vainqueur (3) : 1997, 2024, 2025 - Finaliste (2) : 1998, 2000 - C4 : Coupe des Villes - Vainqueur (1) : 1999 | - Championnat d'Allemagne - Vainqueur (3) : 2004 , 2018 et 2019 - Vice-champion (14) : 1996, 1997, 1999, 2000, 2003, 2005, 2006, 2008, 2012, 2013, 2016, 2017, 2020, 2021 - Coupe d'Allemagne - Vainqueur (4) : 2003, 2004, 2005, 2015 - Finaliste (9) : 1992, 1994, 2000, 2011, 2012, 2013, 2014, 2016, 2017 - Supercoupe d'Allemagne - Vainqueur (3) : 2000, 2013, 2019 - Finaliste (8) : 1997, 2003, 2004, 2005, 2012, 2015, 2018, 2020 Remarque : la Supercoupe d'Allemagne a lieu en début de saison sportive, donc une victoire à l'année N correspond à la saison N-(N+1). |

## Effectif actuel

### Transferts saison 2023-2024
| Arrivées - Nicolej Krickau (entraîneur), en provenance de GOG Håndbold - Blaž Blagotinšek (P), en provenance de Frisch Auf Göppingen - Aksel Horgen (ALD), en provenance de Bjerringbro-Silkeborg - Lukas Jørgensen (P), en provenance de GOG Håndbold - Simon Pytlick (ARG), en provenance de GOG Håndbold - Kay Smits (ARD), en provenance de SC Magdebourg | Départs - Simon Hald (P), vers Aalborg Håndbold - Gøran Johannessen (DC), vers Kolstad Håndball - Anton Lindskog (P), vers GOG Håndbold - Aaron Mensing (ARG), vers GOG Håndbold - Magnus Rød (ARD), vers Kolstad Håndball - Franz Semper (ARD), vers DHfK Leipzig |

## Personnalités liées au club

### Joueurs

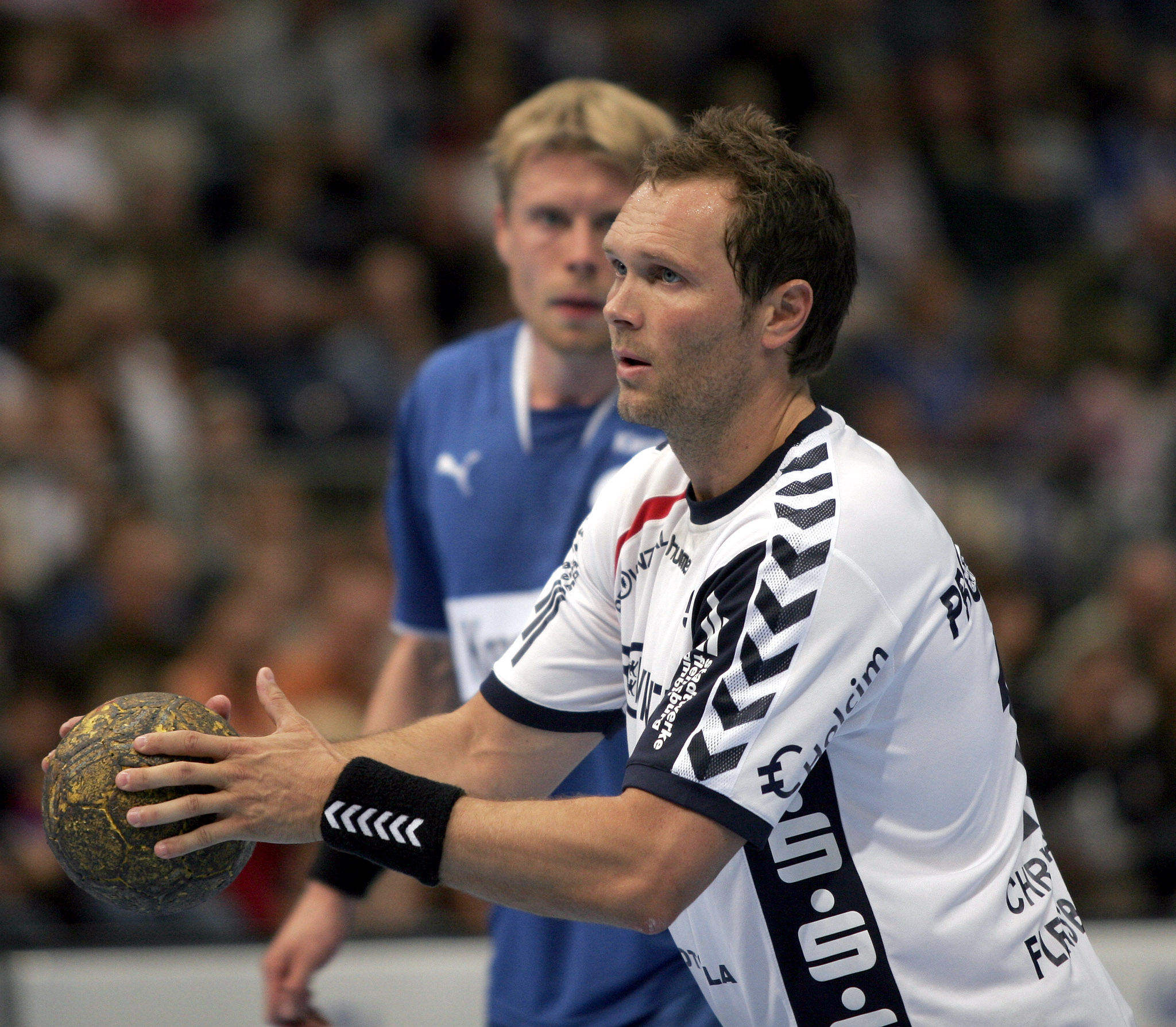
Lars Christiansen, au club de 1996 à 2010, a marqué près de 4000 buts pour Flensburg.

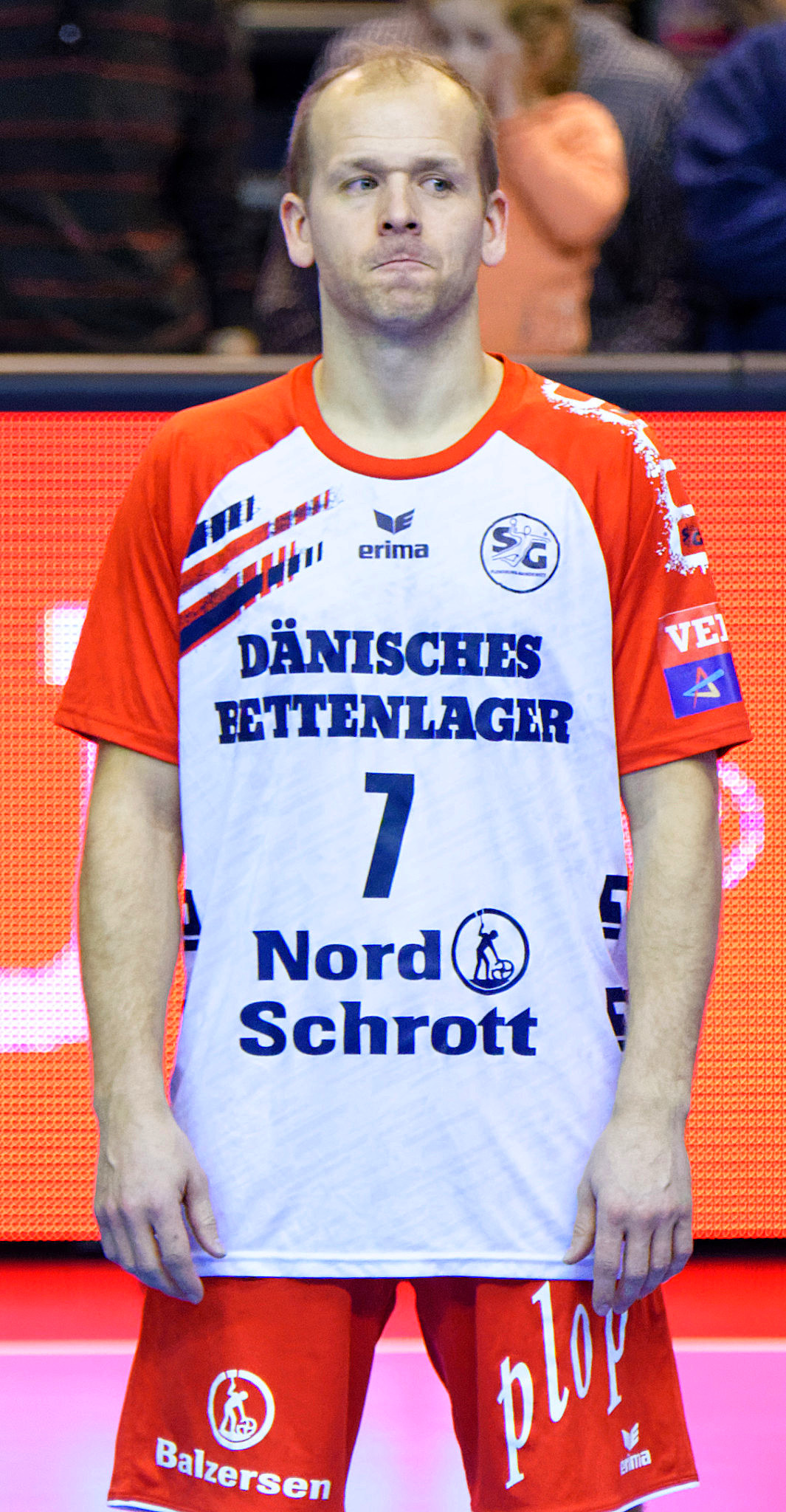
Anders Eggert, au club de 2006 à 2008 et de 2009 à 2017.

Trois joueurs du club — tous Danois — se sont distingués par leurs performances individuelles :
- Lars Krogh Jeppesen a été élu meilleur joueur de la saison en Allemagne en 2003/2004
- Lars Christiansen a terminé meilleur buteur du championnat en 2002-2003 (289 buts) et 2004/2005 (258 buts)
- Anders Eggert a terminé meilleur buteur du championnat en en 2010/2011 (248 buts)

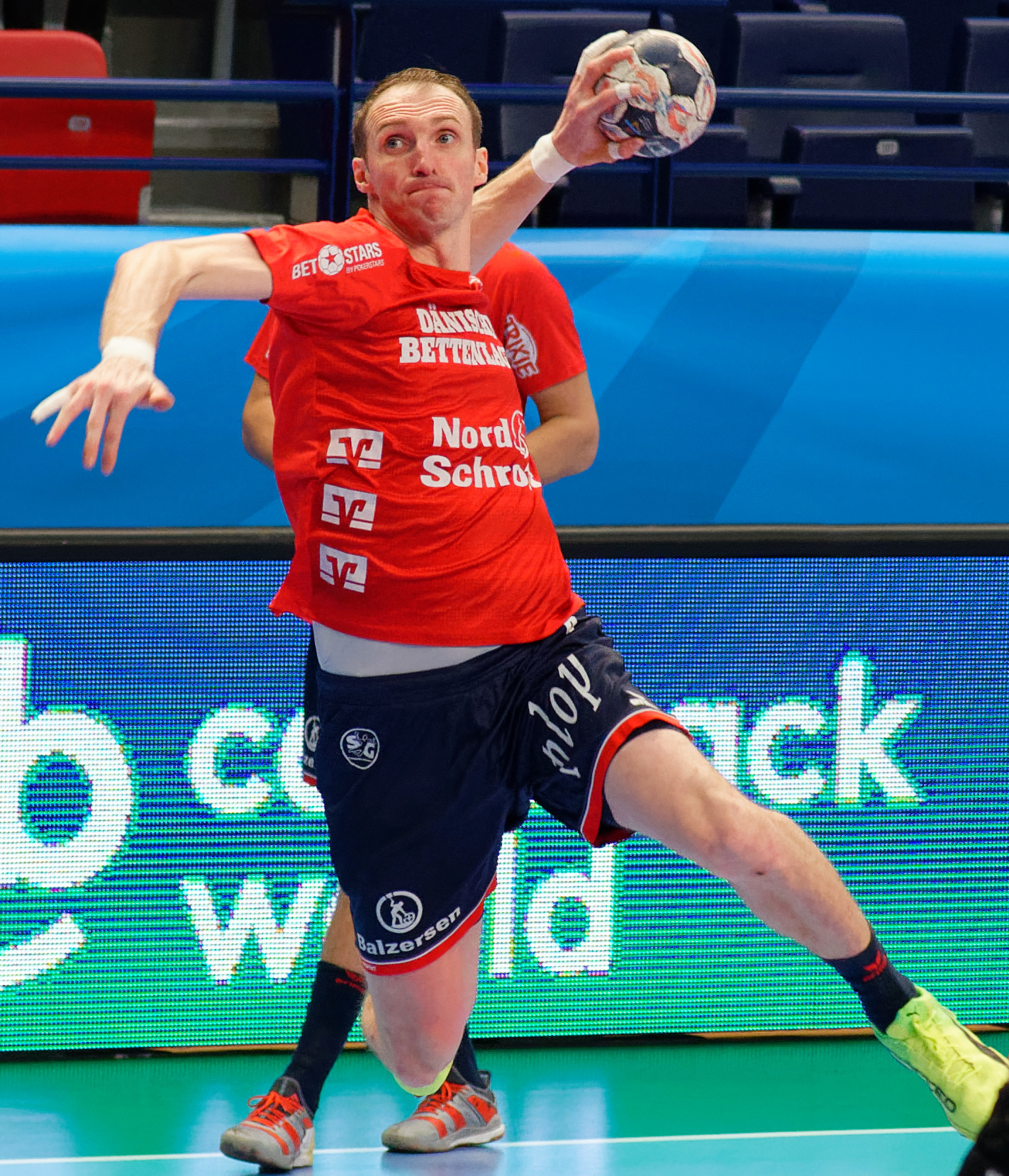
Holger Glandorf, joueur de 2011 à 2020 et président depuis 2022.

Parmi les autres joueurs ayant évolué ou actuellement au club (en gras), on trouve :
- Mattias Andersson
- Torbjørn Bergerud
- Lasse Boesen
- Joachim Boldsen
- Alexander Buchmann
- Benjamin Burić
- Holger Glandorf
- Jim Gottfridsson
- Jacob Heinl
- Magnus Jøndal
- Tobias Karlsson
- Lars Kaufmann
- Michael V. Knudsen
- Igor Kos
- Andrej Klimovets
- Blaženko Lacković
- Rasmus Lauge Schmidt
- Marcin Lijewski
- Kentin Mahé
- Mads Mensah Larsen
- Thomas Mogensen
- Kasper Nielsen
- Alexander Petersson
- Magnus Rød
- Goran Šprem
- Lasse Svan Hansen
- Ljubomir Vranjes
- Hampus Wanne

### Entraineurs
Au cours de son histoire, le SG Flensburg-Handewitt a la particularité de n'avoir eu aucun entraîneur allemand.
Parmi les plus célèbres, le Croate Zvonimir Serdarušić a réussi à faire monter l'équipe en Bundesliga mais a été remplacé peu de temps après par le Danois Anders Dahl-Nielsen qui remporte le premier sacre européen du club, la Coupe de l'EHF masculine 1996-1997.
En tout, il reste cinq ans avant de se faire remplacer par son compatriote Erik Veje Rasmussen qui permet au club de remporter deux nouvelles coupes d'Europe, la Coupe des Villes en 1999 puis la Coupe des coupes en 2001 mais doit s'incliner en finale la saison suivante.
Puis le Suédois Kent-Harry Andersson, nommé en 2003, enrichit le palmarès du club de trois Coupe d'Allemagne consécutives de 2003 à 2005 ainsi que du premier titre de Champion d'Allemagne en 2004. De plus, on peut citer également la formidable campagne réalisée en Ligue des champions lors de la saison 2003-2004 où le club s'incline en finale face aux Slovènes du RK Celje.
En novembre 2010, le Suédois Ljubomir Vranjes prend la tête de l'équipe et remporte une Coupe des coupes en 2012, ainsi qu'une Supercoupe d'Allemagne en 2014 et une coupe d'Allemagne en 2015. Vainqueur de la Ligue des champions 2013-2014, il est élu entraîneur de l'année 2014 par l'IHF.
En 2017, Maik Machulla, adjoint de Vranjes depuis 2012, devient l'entraîneur principal du club. Sous ses ordres, Flensburg remporte ses deuxième et troisième titre de Champion d'Allemagne en 2018, 2019.
La liste des entraîneurs du SG Flensburg-Handewitt est :
- / Zvonimir Serdarušić : de 1990 à février 1993
- Anders Dahl-Nielsen : de février 1993 à 1998
- Erik Veje Rasmussen : de 1998 à 2003
  - / Bogdan Wenta : adjoint de 2000 à 2003
- Kent-Harry Andersson : de 2003 à décembre 2008
  - / Bogdan Wenta : adjoint de 2003 à 2006
  -  Per Carlén : de juillet à décembre 2008
- Viggó Sigurðsson (de) : de juillet à décembre 2006 (intérim d'Andersson pour raison médicales)
- Per Carlén : de décembre 2008 à novembre 2010
- Ljubomir Vranjes : de novembre 2010 à 2017
  -  Maik Machulla : adjoint de 2012 à 2017
- Maik Machulla : de 2017 à avril 2023[29]
  -  Mark Bult : adjoint de 2017 à avril 2023
- Mark Bult : intérim d'avril à juin 2023[29]
- Nicolej Krickau (de)[30] : de 2023 à décembre 2024
- Aleš Pajovič : depuis janvier 2025

### Présidents
Les présidents depuis 1996 sont :
- Manfred Werner et Dierk Schmäschke (de) : de 1996 à 2003
- Thorsten Storm (de) : de 2003 à 2007
- Frank Buchholz : de 2007
- Fynn Holpert (de) : de 2007 à 2009
- Holger Kaiser : de 2009 à 2013
- Dierk Schmäschke : de 2013 à 2022
- Holger Glandorf : depuis 2022

## Infrastructures
- La Wikinghalle, construite en 1975 à Handewitt, a été agrandie en 1985 pour atteindre une capacité de 2 000 sièges et places debout. Le dernier match de Bundesliga  qui s'y est déroulé a eu lieu en 1995. C'est aussi le terrain de l'équipe réserve.
- La Fördehalle, avec une capacité 3 500 places, a accueilli le SG Flensburg-Handewitt de 1991 à 2001.
- La Flens-Arena (anciennement Campushalle) est l'antre du SG Flensburg-Handewitt depuis le 2 décembre 2001. Cette salle omnisports peut accueillir 6 500 spectateurs, la salle possède la plus grosse tribune de toute la Bundesliga.

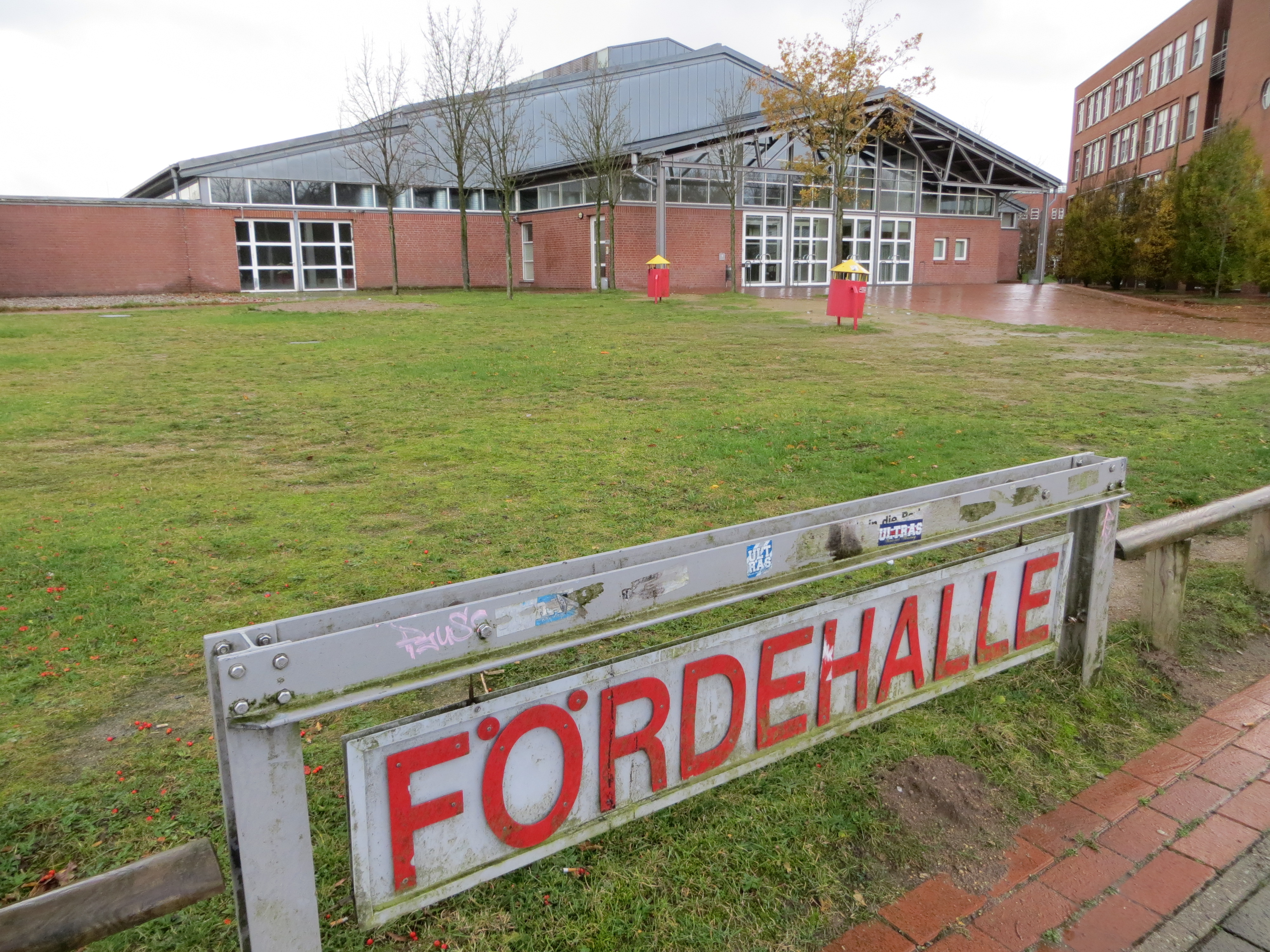
La Fördehalle.
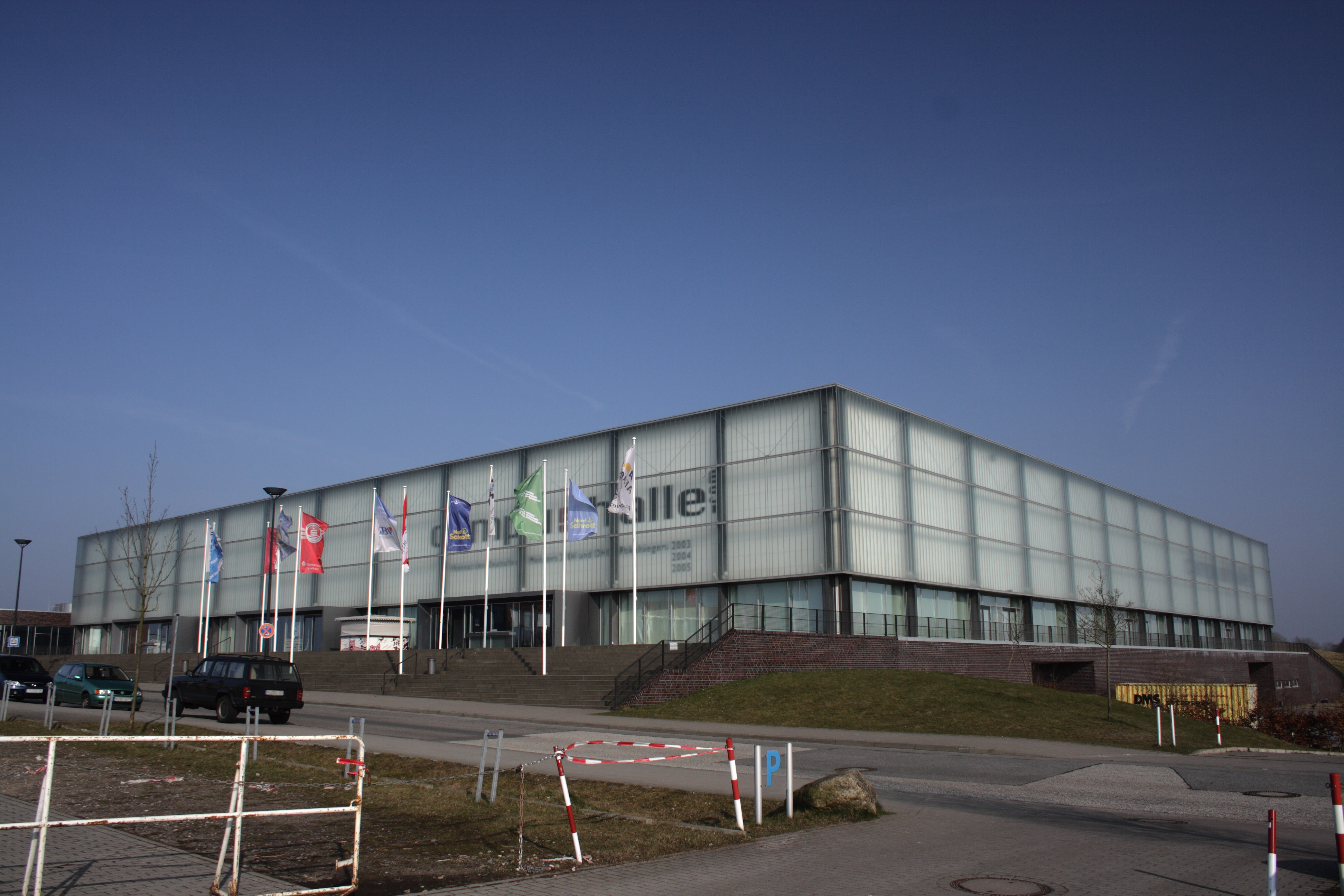
La Flens-Arena